# Super Bowl IX
Super Bowl IX var den 9:e upplagan av Super Bowl sedan starten 1967 och matchen spelades mellan AFC-mästarna Pittsburgh Steelers som besegrade NFC-mästarna Minnesota Vikings med 16-6. Steelers defensiv tillät endast 17 yards längs marken och totalt 119 yards för Vikings offensiv. Matchens MVP Franco Harris i Steelers sprang själv för 158 yards i matchen.